# Mistrovství Evropy v zápasu řecko-římském 1982
Mistrovství Evropy v zápasu řecko-římském 1982 se konalo ve Varně, Bulharsko.

## Výsledky

### Muži
| Kategorie | Zlato             | Stříbro         | Bronz             |
| --------- | ----------------- | --------------- | ----------------- |
| 48 kg     | Vasilij Anikin    | Csaba Vadász    | Totio Andonov     |
| 52 kg     | Benur Pašajan     | Gheorghe Ştefan | Roman Kierpacz    |
| 57 kg     | Petar Balov       | Josef Krysta    | Mehmet Karadağ    |
| 62 kg     | Roman Nasibulov   | Panayot Kirov   | Tamás Tóth        |
| 68 kg     | Gennadij Jermilov | Ștefan Negrișan | Gerry Svensson    |
| 74 kg     | Andrzej Supron    | Roger Tallroth  | Karolj Kasap      |
| 82 kg     | Aslan Žanimov     | Andrzej Malina  | Ion Draica        |
| 90 kg     | Igor Kanygin      | Frank Andersson | Atanas Komšev     |
| 100 kg    | Andrej Dimitrov   | Nikolaj Inkov   | Jožef Tertei      |
| +100 kg   | Nikola Dinev      | Prvoslav Ilić   | Yevgueni Artiujin |